# Gouvernement Hebron
Das Gouvernement Hebron oder al-Chalil (arabisch محافظة الخليل, DMG Muḥāfaẓat al-Ḫalīl) ist ein Gouvernement der Palästinensischen Autonomiebehörde bzw. des Staates Palästina. Es liegt im Süden des Westjordanlandes und ist das größte der 16 Gouvernements von Palästina nach Fläche und Einwohnerzahl. Die Bezirkshauptstadt ist die Stadt Hebron.
Nach Angaben des Palästinensischen Zentralbüros für Statistik hat das Gouvernement zur Jahresmitte 2017 711.223 Einwohner. Bis 2023 stieg diese Zahl auf 822.435 Einwohner.

## Demografie
Die Bevölkerung ist im Durchschnitt sehr jung und ca. 41,4 Prozent sind jünger als 15 Jahren, während nur 2,6 Prozent über 65 Jahre alt sind. 2017 waren 100 Prozent der Bevölkerung Muslime. Einwohner jüdischer Siedlungen wurden dabei nicht erfasst. 53,9 Prozent der Gesamtbevölkerung waren im selben Jahr Flüchtlinge.
| Zensusjahr | Einwohnerzahl |
| ---------- | ------------- |
| 1997       | 405.664       |
| 2007       | 552.164       |
| 2017       | 711.223       |

## Bedeutende Orte
- Hebron
- Dura
- Yatta
- Halhul